# Моріс Меєр
Моріс Меєр (фр. Maurice Meyer, 12 серпня 1892, Париж — 25 березня 1971, Дравей) — французький футболіст, захисник. Відомий виступами, зокрема, в складі клубу «Ред Стар» і національної збірної Франції. Триразовий володар Кубка Франції.

## Клубні виступи
В першій половині 20-х років складав знамените захисне тріо клубу «Ред Стар» разом з воротарем П'єром Шеріге і захисником Люсьєном Гамбленом. Тричі поспіль з 1921 по 1923 рік клуб ставав переможцем Кубка Франції.
У складі національної збірної Франції зіграв один раз в 1921 році в товариському матчі проти аматорської збірної Ірландії (1:2) в парі з Гамбленом.

## Статистика виступів

### Статистика виступів за збірну
| Дата       | Місто | Господарі | Результат | Гості    | Турнір           | Голи | Примітки |
| ---------- | ----- | --------- | --------- | -------- | ---------------- | ---- | -------- |
| 08/02/1921 | Париж | Франція   | 1 – 2     | Ірландія | товариський матч | -    |          |
| Усього     |       | Матчів    | 1         |          | Голів            | 0    |          |

## Досягнення
- Володар Кубка Франції: (3)

«Ред Стар»: 1920-21, 1921-22, 1922-23
- Переможець чемпіонату Парижу: (2)

«Ред Стар»: 1920, 1922